# Рекс
Рекс (лат. rex — краљ, владар; од лат. regere — владати) био је у Римском краљевству од сената и куријатске скупштине (лат. Comitia curiata ) доживотно изабран владар с врховном војном, судском и свештеничком влашћу.

## Историјат
Према традицији доба краљева у Риму обухвата период од 753. до 510. п. н. е. У средњовјековним латинским писаним документима рекс је назив за владара у рангу краља.
Рекс апостоликус (лат. Rex apostolicus — апостолски краљ) титула је коју је добио око 1000. године мађарски краљ Стјепан I од папе Силвестра II уз право патроната по цијелој Угарској. Ту је титулу папа Клемент XIII обновио и потврдио 1758. године Марији Терезији.
Рекс католикус (лат. Rex catholicus — католички краљ) титула је што је шпански краљ Фердинанд II (1452-1516) добио од Свете столице у знак признања за протјеривање Маура с Пиринејског полуострва и увођење инквизиције. Рекс христијанисимус (лат. Rex christianissimus — најхришћанскији краљ; фр. Sa majesté tres chretienne) титула је француских краљева почевши од Луја XI (1423—1483), оснивача апсолутне монархије. Рекс фиделисимус (лат. Rex fidelissimus — највјернији краљ) титула је коју су од папе добили португалски краљеви од 1748. године.